# ステープラー

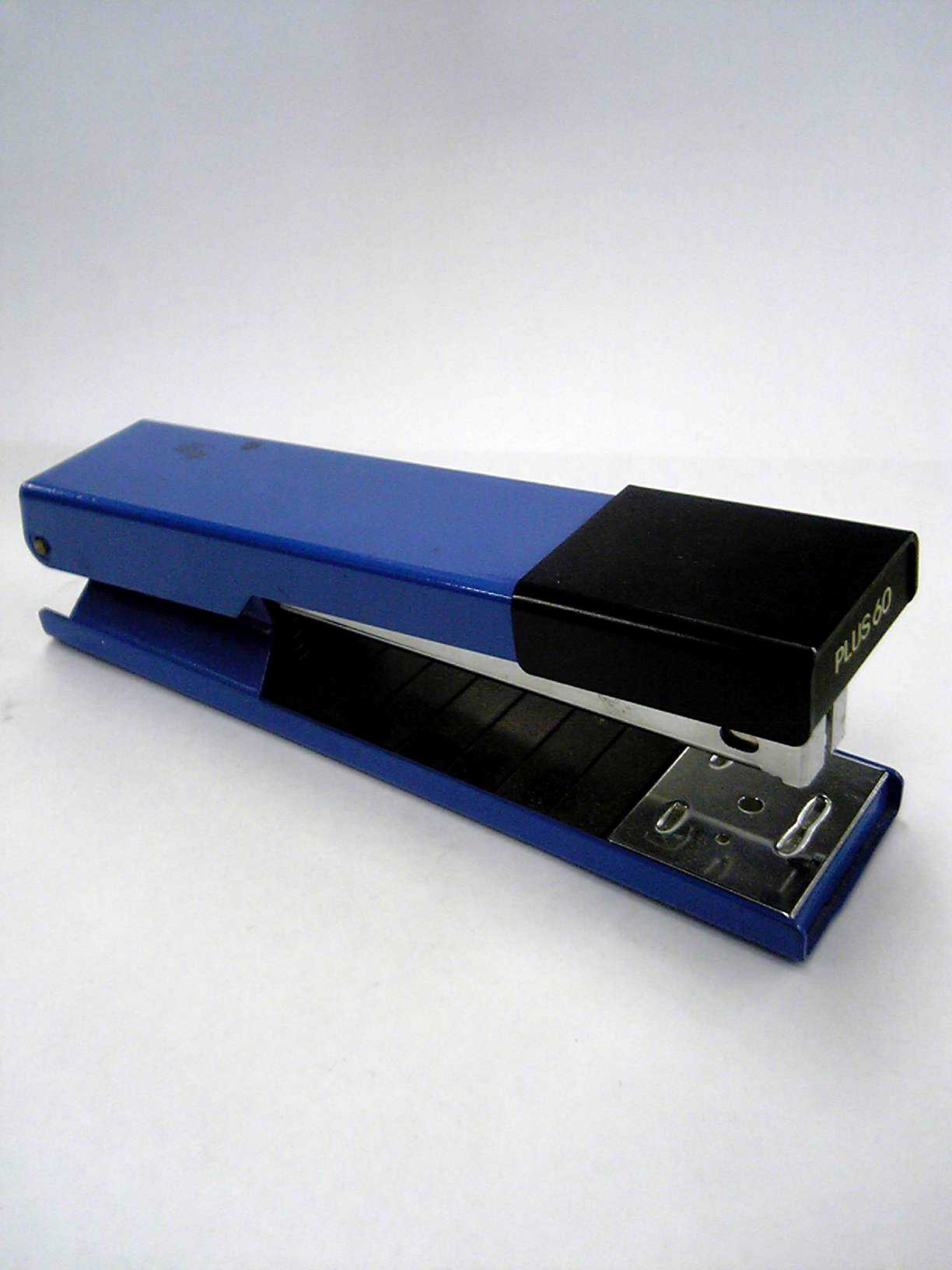
中型ホッチキス

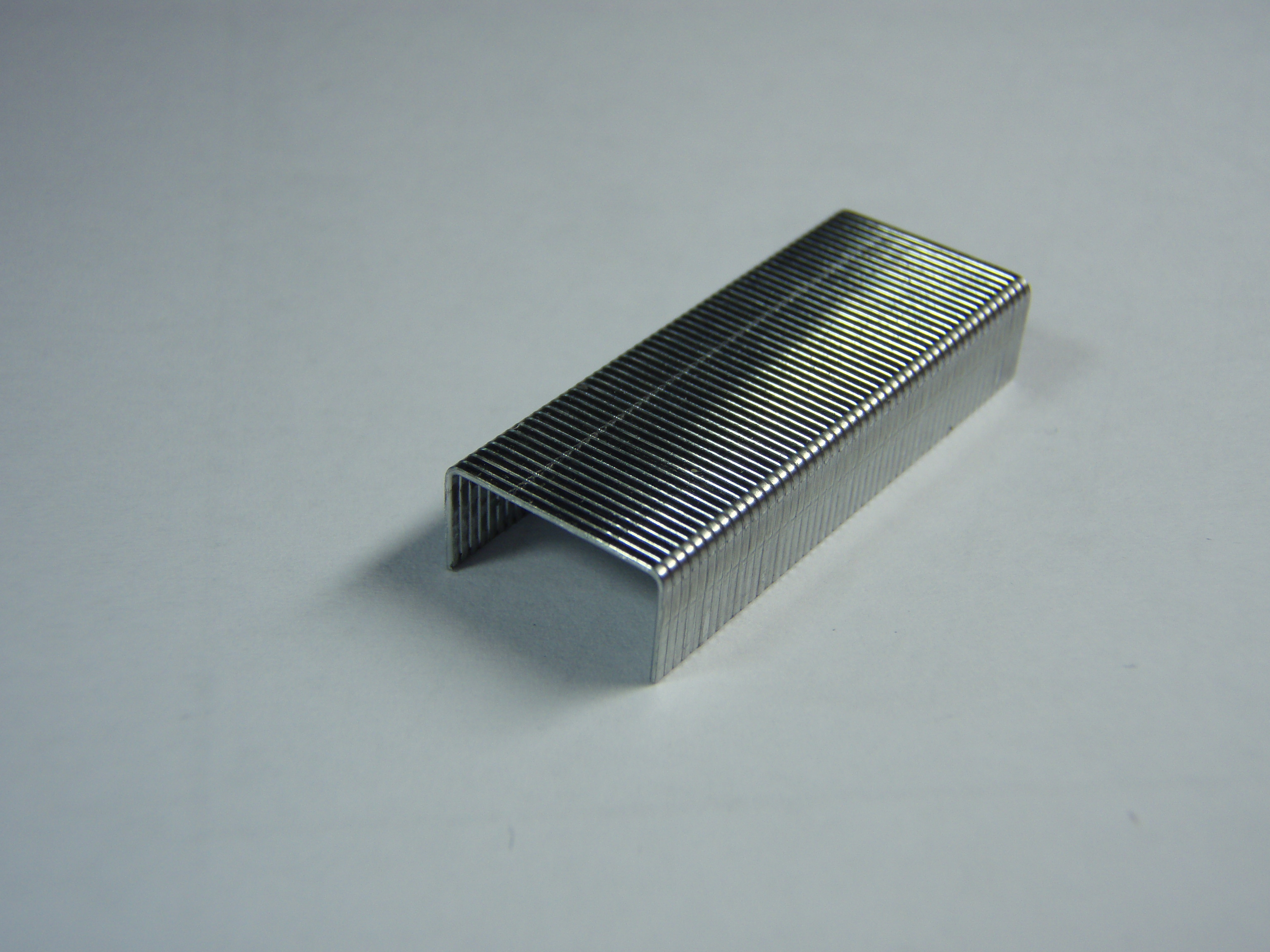
ホッチキスの針

ステープラー（英語: stapler）またはホチキス、ホッチキス、紙綴器（かみつづりき）とは、紙に「コ」の字形の針（ステープル、英語: staple）を刺し通し、針先の部分を両側から平らに曲げて、紙を綴じる文具である。
JIS規格上の名称はステープラ。ごく限られているが、ジョイント（宮城県北部、山形県山形市など）、ガッチャンコ（北東北など）と呼ぶ地域もある。古くから鎹（かすがい）と称され、木材や陶器のつなぎ合わせに使われている。
現在、日本ではマックス株式会社の製品が市場の多数を占めている。

## 歴史

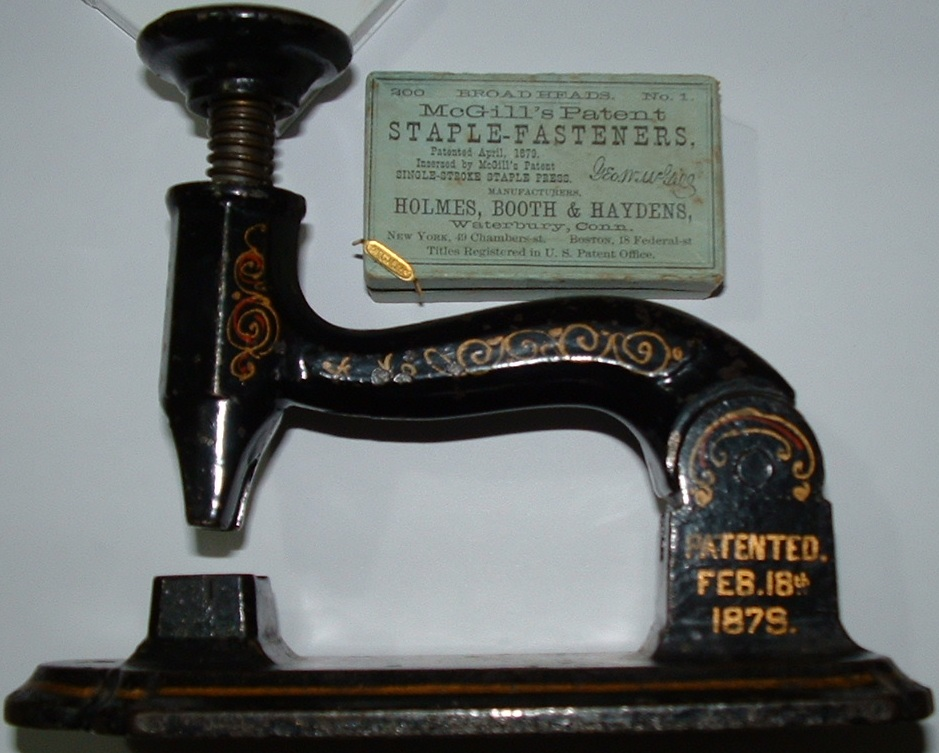
マギルの紙綴器とつづり針。つづり針は1870年に、紙綴器は1879年に特許を取得したモデル。

現在ステープラーと呼ばれている文具の原型が生まれたのは、18世紀頃のフランスと言われている。19世紀に入ると紙の使用量が増え始めたこともあり、ステープラーの開発も盛んに行われ、 複数の特許が申請された。
1850年代、ハトメ（アイレット）を打ち込む紙綴器、すなわちアイレットマシンがハイマン・リップマンによって開発された。これは大量に生産および販売された最初の機械式紙綴器であった。1866年、ジョージ・マギル（George McGill）が割りピンに似た形式の真鍮製のつづり針の特許を取得し、また1867年には紙束につづり針を通す穴を開けるプレス機の特許を取得した。1度の作業で針刺しと折曲げを行える紙綴器は、1877年にヘンリー・R・ヘイル（Henry R. Heyl）が特許を取得したほか、1879年にはマギルとウィリアム・J・ブラウン・ジュニア（William J. Brown, Jr.）がそれぞれ別の特許を取得している。これら3つの設計には部分的な類似性があり、特許を有する三者間で訴訟が繰り返された。予備の針を本体に内蔵し連続して作業が行えるモデルは、1878年に開発された。その後、金属製のワイヤーあるいはテープを内蔵し、これを切断した後に押しつぶして紙を綴る形式の製品や、針を使わず綴る製品なども考案されたが、1940年代までには事前に成形されたつづり針を多数内蔵する形式の製品が最も普及し、広く使われるようになった。

### 名称
日本では商標の普通名称化により「ホッチキス」または「ホチキス」と呼ばれる事が多い。日本放送協会（NHK）では、かつては「ステープラー」と呼んでいたが、方針転換し「ホチキス」で統一している。
日本での「ホッチキス」という呼び名は、1903年に伊藤喜商店（現：株式会社イトーキ）がアメリカ合衆国より初めて輸入したステープラーが、E.H.ホッチキス社（E.H.Hotchkiss）のHotchkiss No.1というモデルであったことに由来する。E.H.ホッチキス社は1895年にジョーンズ製造社（The Jones Manufacturing Company）として創業され、1897年にE.H.ホッチキス社に改称した。ホッチキスの名はジョーンズ社の創業者うちジョージ（George Hotchkiss）とイーライ・ハベル（Eli Hubbell Hotchkiss）のホッチキス親子から取られたものである。
ホッチキスという呼び名の由来について、「オチキス社の創業者であるベンジャミン・バークリー・ホッチキス（B.B.Hotchkiss）が、機関銃の構造を元に発明した」、「イーライ・ハベルはベンジャミンの弟で、彼が発明した」などの俗説が語られることがある。
この俗説がテレビ番組で取り上げられたこともある。1989年には日本テレビの番組『TVムック・謎学の旅』はホッチキスの語源を探るべくベンジャミン・ホッチキスの故郷コネチカット州を取材したが、文献などによる証明は行えなかった。1994年、フジテレビの番組『なるほど!ザ・ワールド』の中で、「ベンジャミン・ホッチキスの弟のイーライ・ハベル・ホッチキスがステープラーを発明し、E.H.ホッチキス社を創業した」という説が紹介された。
この俗説の検証を行ったジム・ブリーンは、ベンジャミンとステープラーに直接の繋がりは見いだせないものの、ステープラーの販売を行ったホッチキス親子とベンジャミン・ホッチキスは共にコネチカット州出身であり、不確かながら親族からの証言もあったとして、何らかの血縁関係があった可能性までは否定しきれないとしている。
韓国においても、日本統治時代の影響からステープラーを「ホチキス（호치키스）」と呼称する場合がある。なお、韓国では「ホッチキスはベンジャミン・ホッチキスによって機関銃の構造を元に設計された」という説が長らく語られていたが、2013年に国立国語院が調査したところ、ホッチキスをベンジャミン・ホッチキスが作ったという証拠がないことが明らかとなった。国立国語院が出版する『標準国語大辞典』では、従来ホッチキスを「ステープラー（스테이플러）の別名。ステープラーの考案者の米国の発明家の名にちなんだ商標名」と定義していたが、この結果を受けて「ㄷ字形の針を使って、書類などを綴じる道具。米国の商標名から出た言葉である」と改められた。

### 針の呼び方
JIS規格上の名称は「ステープラ用つづり針」である。
一般的にはしん、はり、たまなどと呼ばれるが、特に決まった呼び方はなく、マックス株式会社では一貫して「はり」と呼んでいる。また、ステープルという呼び方もある。

### 商標
「ホッチキス」は、明治後期に伊藤喜商店がアメリカから輸入し、開発者の名前をとって「ホッチキス自動紙綴器」という名称で販売していた。その後まもなく国産品の生産に入り、輸入品との差別化を図るために鳩印をトレードマークに採用した。なお、日本橋の金物店がすでにホッチキスという商標登録をしており、1917年に伊藤喜商店がこの商標を買い取ったとする説もあるが、イトーキによれば、商標については社内の正式な記録としては何も残っていないとしている。
2014年現在、文房具分野での「ホッチキス」「ホチキス」という商標は取得されておらず、マックスが医療器具分野のみ「ホッチキス」を登録している（登録第4766203号）。

## 種類
ステープラーは使用する針の大きさによって大きく3種類に分けられる。また特殊用途向けのステープラーも存在する。

### 小型
- 10号[注 1]と呼ばれる大きさの針を使用するもの。通常タイプはコピー用紙を20枚程度まで綴じることができる。フラットクリンチ型のステープラーは最大26〜32枚まで綴じられるものがある。
- 一般に「ホッチキス」と言えば、小型ステープラーのことを指す。
- 小型・中型折衷タイプの11号規格もある。針の太さは小型と同じであるが長さは中型と同じで6mmと10mmの2種類があり、6mm針はコピー用紙を40枚程度まで、10mm針は80枚程度まで綴じることができる。ハンディタイプは6mm針のみで、10mm針を使用するものは卓上タイプを使用する必要がある。

### 中型
- 3号または35号と呼ばれる大きさの針を使用するもの。コピー用紙を30枚程度まで綴じることができる。
- 3号は日本のJIS規格、35号は米国や欧州で主に使用されている針である。どちらも使えるステープラーもあるが、針の太さが異なるため、一方の針のみ使えると考えた方がよい。
- 通常の3号針は針の長さが6mmだが、10mm針と呼ばれる針の長さが10mmのもの（大型の1210針と同等の寸法）も存在する。これを使用すると、コピー用紙を75枚程度まで綴じることができるが、使用できるステープラーは限られている。

### 大型
- 1号または12号と呼ばれる大きさの針を使用するもの。コピー用紙を綴じられる枚数は針の種類によって異なるが、50〜250枚程度である。
- このクラスになると、折り曲げた針が長すぎて、紙を下から突き破ってしまうため、薄いものが綴じられなくなるので、製品仕様の最低綴じ枚数に注意しなければならない。
- 12号針の名前は、針の長さを表している。たとえば1210針は12号で針の長さが10mm、1217針は12号で針の長さが17mmのものである。
- 手動では相当の力を要するため、電動式が普及している。

### 特殊用途・派生品

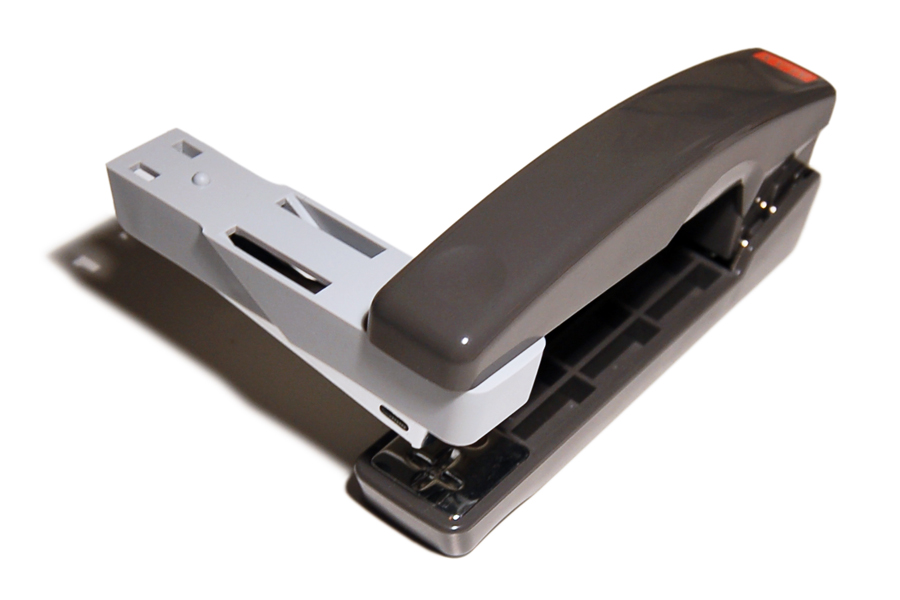
中綴じ用ステープラー

- 本体を開いた状態で壁などに針を打つ使い方ができるもの。これに特化したホッチキスは「タッカー」と呼ばれる。更に開閉機構を持たず、グリップとトリガーを装備したタイプは「ガンタッカー」と呼ばれる。
- 中綴じ製本のために、針と支点の距離を長くとったもの（中綴じ用ステープラー）。
- 通常使用と中綴じ用との両方に使用できるように、針を打つ部分だけを90度単位で回転できるもの。回転角度が自由なものもある。
- モーター駆動により半自動的に綴じるもの。電子式と呼ばれることが多い。
- コピー機の内部にあって、コピーされた紙を自動的に綴じるもの（オートステープラー）。
- 段ボール箱の梱包に使用するもの。手動式、電動式がある。
- 医療において人体の傷口の縫合に使用するもの（スキンステープラー）[16]。

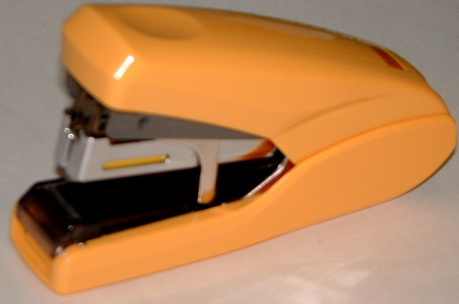
フラットクリンチ型ステープラー

- 通常のステープラーは綴じたときの針の形が「メガネ型」になるため、書類を何束も重ねると厚みが生じ、収納しにくい問題がある。フラットクリンチ型と呼ばれる製品を使用すると、針の裏側が平らに綴じられるため、書類の厚みを少なくできる。但し書類の保存状況によっては針の先が外側に突き出し、手を傷つけることがある。これを防ぐためには綴じた後プライヤーもしくは小さな槌などで綴じ先を改めてつぶしておくと良い。先が突き出す原因として綴じるときに十分な力を加えなかったことに起こることもある。フラットクリンチ型は針の受け手の側にスプリングを仕込むことで平らな綴じを実現しているが、このスプリングの弾性と強度の関係から中型以上の針を使う製品に実装した例は少ないが、スウェーデン発祥のラピッド社が開発したスーパーフラットクリンチ機能だとほとんどの針に対応可能で、フラットクリンチより約10%かさばらずファイリングが可能。
- 仮綴じ用に、針を外側に曲げる綴じ方ができるものもある。

### メカニズムの違い
- はさむ力を軽減するためにてこの原理を利用したもの。本項のフラットクリンチ型の写真も、これを応用したものである。
- 針を折り曲げる前に、綴じる厚さに合う長さまで自動的に針を切るもの。一種類の針で、コピー用紙2〜200枚程度まで対応できるものが実用化されている。

## 針の品質
針は一般的なスチールの他にステンレス鋼やアルミ、銅を用いたものがある。特にステンレス鋼の場合、スチールと同等の強度と価格でありながら腐食に強く、錆により書類が茶色に汚れることを防げる。なお、色付きの針もある。

## 針の除去

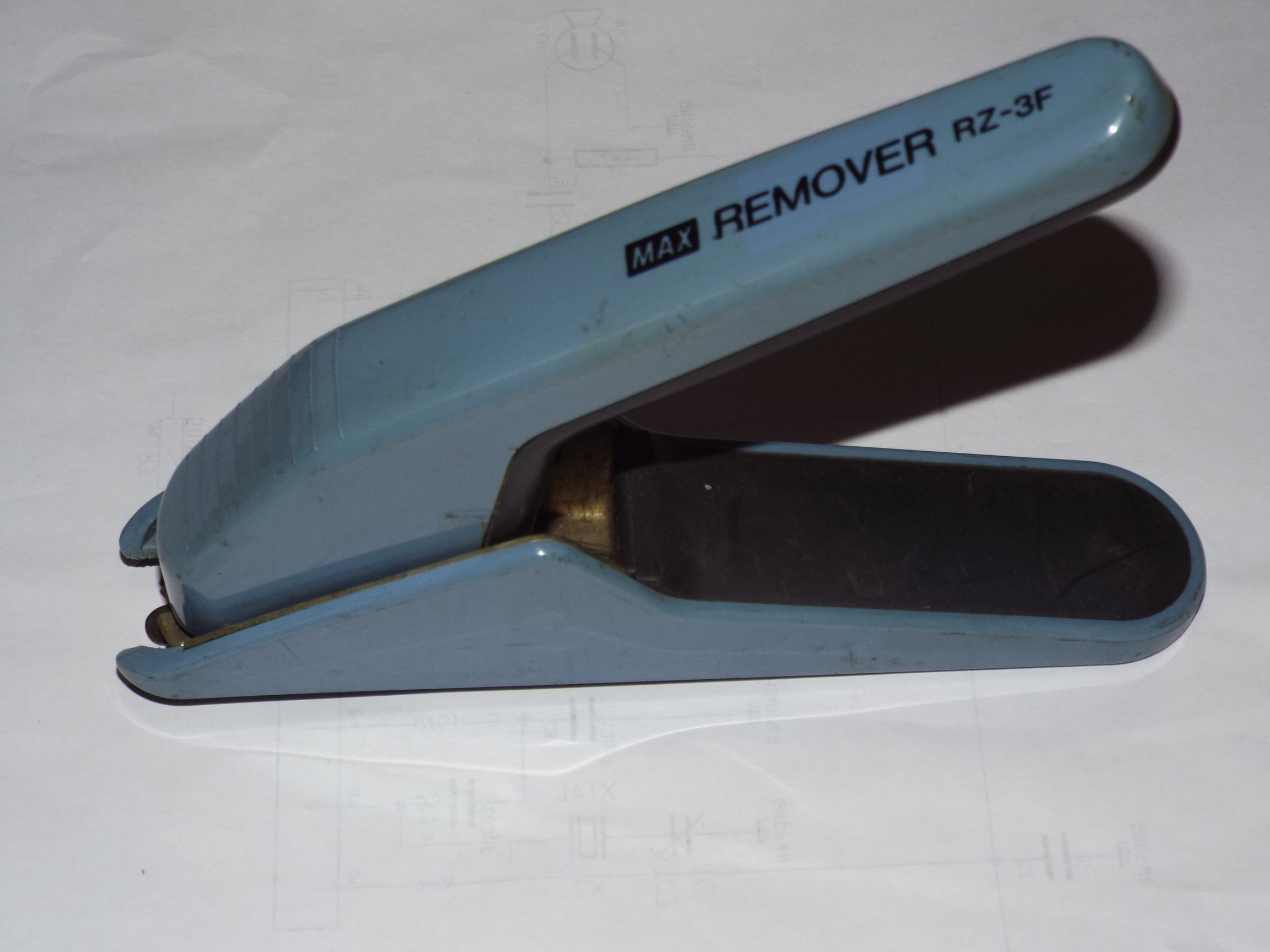
MAX REMOVER RZ-3F

紙を綴じている針の除去には除針器（リムーバー）が用いられ、小型ホッチキスなどでは最初から本体にリムーバーが組み込まれていることが多い。針の除去専用の道具もある。

### 古紙再生と針
紙をリサイクルする際に、あらかじめ針を除去しないといけないとする考え方があるが、実際は再生紙を製造する過程で除去（針は溶かされた古紙より比重が重く、撹拌過程で他の異物と共に沈殿・落下する）されるため、大きな問題になることはない。このためマックス社製の針の箱には、「ホッチキス針は古紙再生工程で支障ありません」の注意書きが書かれている。

## 針なしステープラー

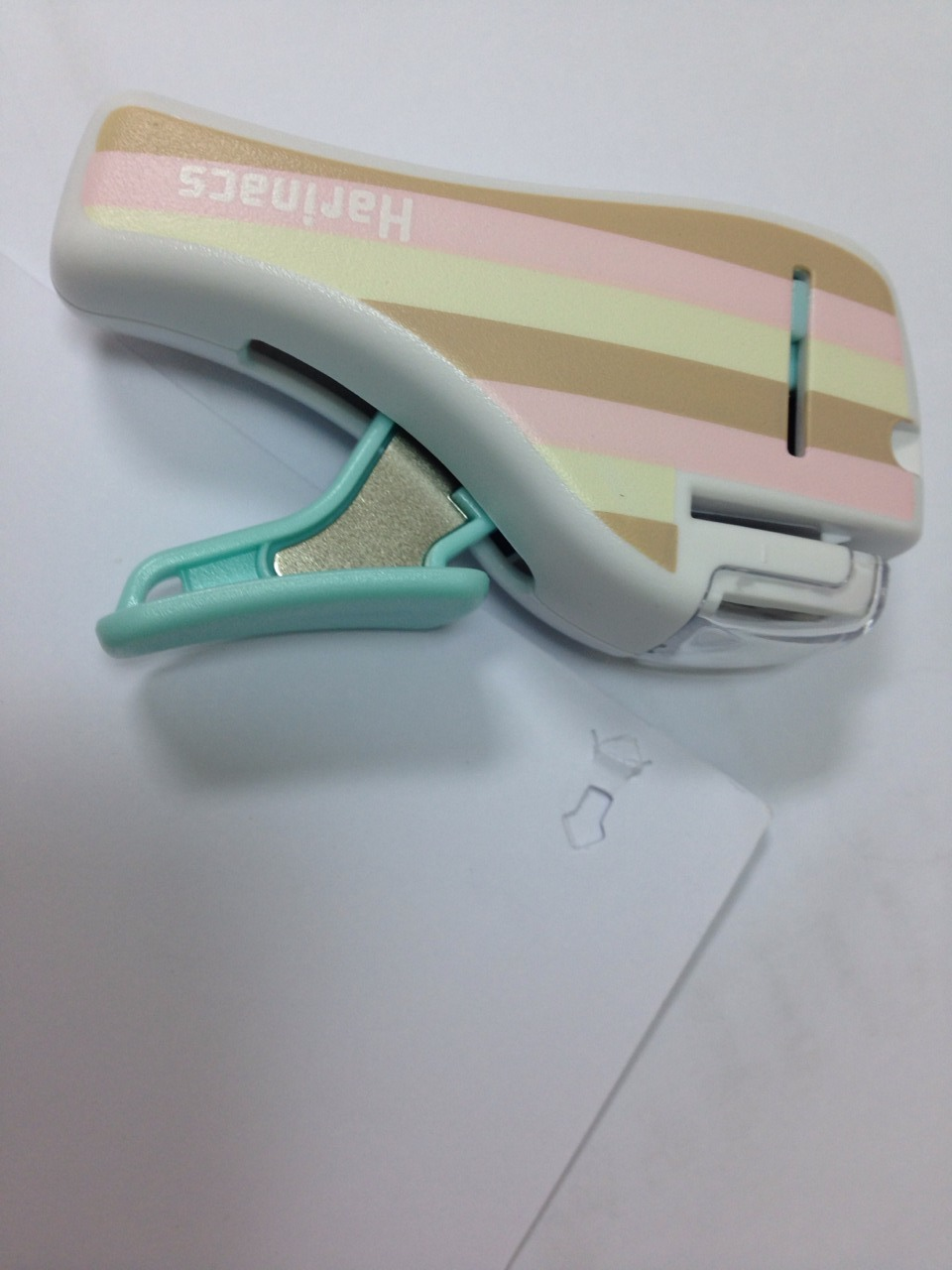
コクヨ・ハリナックス（ハンディタイプ）

針を使用せずに紙をまとめるステープラーは20世紀初頭の時点で発明されており、例として1909年には、紙をU字型に切り出して、開いた切れ目に差し込んで綴じ込む方式の器具がイギリスで販売されていた。その後も複数の企業により同種の製品が断続的に販売されていたが、綴じ枚数の少なさや保持力の弱さといった問題などもあり、広く普及するには至らなかった。
2009年12月になり、コクヨがこの技術を改良することで、保持力を向上させたうえにコピー用紙を10枚まで綴じられる卓上型の「針なしステープラー」を発売。後に「ハリナックス」のブランド名が付き、翌2010年7月には小型のハンディタイプ（4枚綴じ）を発売。針を使わないことによる省資源性や分別の容易さが注目されヒット商品となり、他社からも同種の製品が発売、針なしステープラーが広く普及するきっかけとなった。その後も技術改良により、切り口の形状を変更するなどして紙が外れにくくなり、卓上型では最大12枚、小型のものでは5 - 10枚を綴じられるほどになっている。
またコクヨは、紙に穴を開けず、金属歯で紙同士を圧着することで綴じる方式の「ハリナックスプレス」を2014年に発売した。綴じ部が目立たない等のメリットが挙げられるが、紙の引っ張り方によっては穴を開ける「ハリナックス」より外れやすいという欠点もある。
いずれの方式も、針を使用するものと比べれば保持力が勝らないことから、メーカーでは保持力を重視する場合、「角綴じ」や「複数綴じ」を推奨している。

## 国内主要製造メーカー
- マックス
- コクヨ
- プラス
- ナカバヤシ
- ライオン事務器
- ソニック